# Parafia Nawiedzenia Najświętszej Maryi Panny w Kamiannej
Parafia Nawiedzenia Najświętszej Maryi Panny w Kamiannej – parafia rzymskokatolicka, znajdująca się w diecezji tarnowskiej, w dekanacie Krynica-Zdrój.